# José de Iturrigaray
José Joaquín Vicente de Iturrigaray y Aróstegui (Cadice, 27 giugno 1742 – Madrid, 22 agosto 1815) è stato un militare e amministratore coloniale spagnolo, fu Viceré della Nuova Spagna.

## Biografia
Fu colonnello durante la campagna del Roussillon nella guerra tra Spagna e Francia, all'inizio della Rivoluzione francese. Intervenne anche nell'invasione del Portogallo e nella battaglia di Gibilterra.
L'incarico di Viceré gli venne dato principalmente, per l'appoggio di Manuel Godoy, che aveva una grande influenza sul re Carlo IV di Spagna.
È ricordato soprattutto per aver approfittato dei suoi incarichi per arricchirsi. Quando gli venne dato il titolo di viceré, arrivò dalla Spagna con un grande carico di merce di contrabbando, che in seguito vendette a Veracruz.
A causa del suo comportamento non godeva di una buona reputazione tra gli spagnoli e i creoli della Nuova Spagna.
Al momento dell'invasione di Napoleone Bonaparte in Spagna, tutti i funzionari spagnoli si dimisero tranne lui, che convocò una giunta con l'intenzione di farsi incoronare re della Nuova Spagna.
La giunta decise quindi di arrestarlo.
Fu arrestato il 15 settembre 1808 e pochi giorni dopo venne inviato in Spagna per essere giudicato. Fu assolto nel 1810, ma morì a causa dell'arresto subito.